# Anne Fine
Anne Fine (n. 7 decembrie 1947, Leicester, Anglia, Regatul Unit) este o scriitoare engleză, căsătorită cu Kit Fine în 1968.

## Cărți
- Doamna Doubtfire
- Jurnalul unei pisici ucigașe
- Noua rochie al lui Bill

,, Copiii de faina"

## Legături externe
- Site web oficial
- "My Home Library" program launch, by Fine as Children's Laureate
- Anne Fine la Internet Speculative Fiction Database

Interviuri
- BBC Radio 4 Woman's Hour interview about Raking the Ashes on 11 April 2005.
- BBC Radio 4 interview about Raking the Ashes on 18 April 2005.
- Transcript of interview with Ramona Koval, The Book Show, ABC Radio National, 8 September 2008
- Interview with Anne Fine (Veronika Asks) on 13 November 2010
- Anne Fine at British Council: Literature: Writers